# دانشگاه اومئو

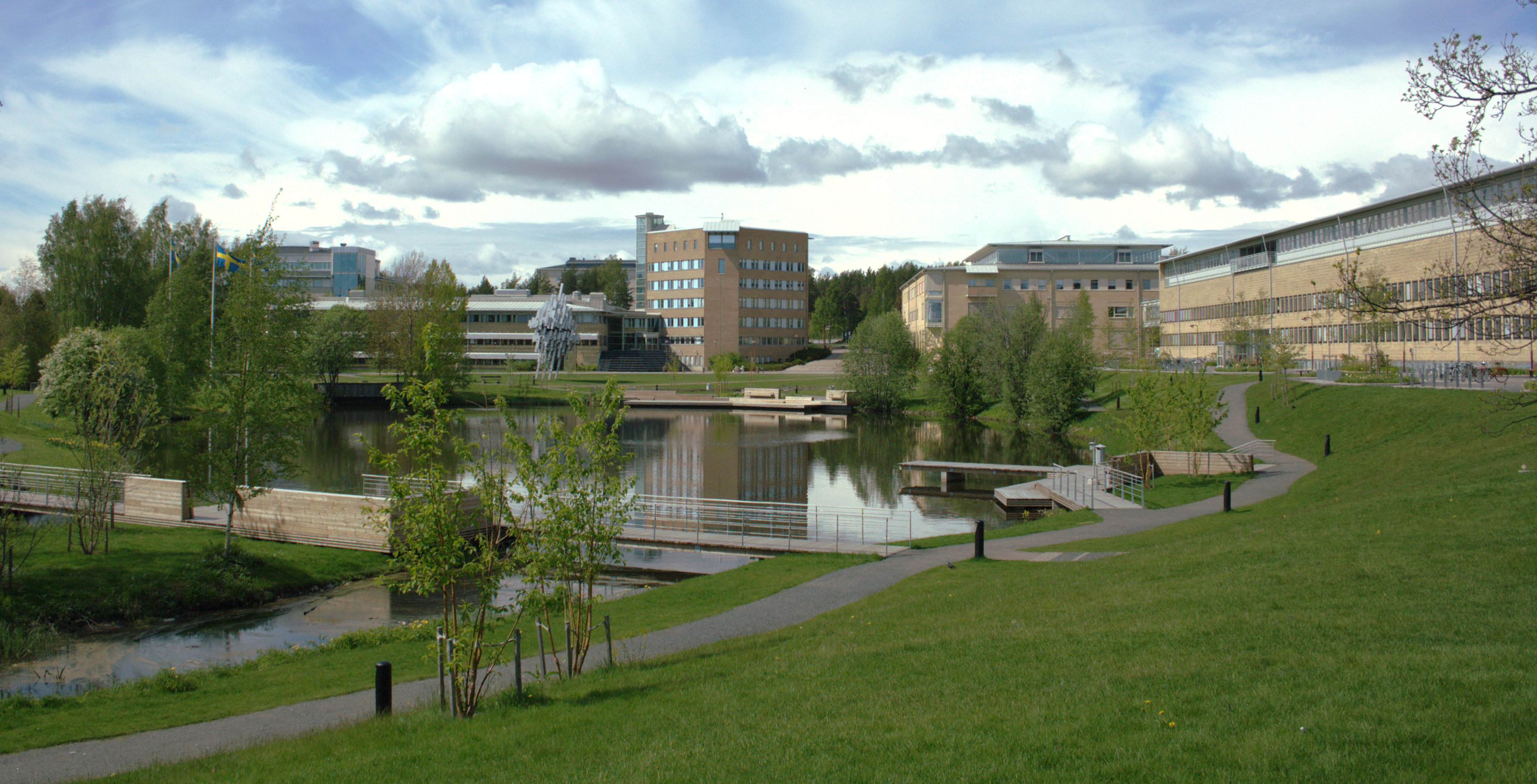
Umeå University Campus

دانشگاه اومئو (انگلیسی: Umeå University; سوئدی: Umeå universitet) یک دانشگاه دولتی در شهر اومئو، سوئد است. این دانشگاه در سال ۱۹۶۵ میلادی تأسیس شده و دارای ۳۴٬۲۰۰ دانشجو می‌باشد.

## دانشکده‌ها
- دانشکده هنر
- دانشکده پزشکی
- دانشکده علم و تکنولوژی
- دانشکده علوم اجتماعی